# Kamacsi Kazuma
Kamacsi Kazuma (鎌池和馬; Hepburn: Kamachi Kazuma) japán light novel szerző, a Toaru madzsucu no Index light novel sorozatnak és spin-off mangájának, a Toaru kagaku no Railgunnak az írója. Aktívan részt vesz az Index és a Railgun manga- és animeadaptációinak elkészítésében is, de emellett más kapcsolódó médiumokon is dolgozott, köztük az egyik PSP-videójáték történetét is ő írta.
Írói álnéven dolgozik, valódi neve és személyisége ismeretlen a nyilvánosság számára.

## Pályafutása
Kamacsi Kazuma még középiskolában kezdett bele a regényírásba, azonban érettségiig egyet sem fejezett be. Mielőtt az Index híres írója lett volna, Kamacsi a Schrödinger no macsi (シュレディンガーの街; Hepburn: Shuredingā no machi) című történetét jelölte a 9. Dengeki Game Novel Prize-ra, azonban a harmadik fordulóban elbukott. Története azonban felkeltette a Dengeki főszerkesztőjének figyelmét, és felkérték a Kaite-minai ka? (書いてみないか？) című könyvének megírására, amely profi írói karrierjének kezdetét jelentette. 2004-től kezdte írni a Toaru madzsucu no Index című light novel sorozatát, amelyet Haimura Kijotaka illusztrált és összesen 24 kötetet ért meg, folytatása, a Sinjaku: Toaru madzsucu no Index jelenleg is fut. A Toaru madzsucu no Index különböző manga-, anime-, videójáték- és animációsfilm-feldolgozásainak elkészítésében fontos szerepet játszott.

## Munkái

### Light novelek
- Toaru madzsucu no Index (2004–2010)
- Heavy Object (2009–)
- Sinjaku: Toaru madzsucu no Index (2011–)
- Intellectual Village no zasiki varasi (インテリビレッジの座敷童; Hepburn: Intellectual Village no zashiki warashi?) (2012–)
- Kantan na ankéto deszu (簡単なアンケートです; Hepburn: Kantan na ankēto desu?) (2012–)
- Kantan na monitá deszu (簡単なモニターです; Hepburn: Kantan na monitā desu?) (2013)

### Regény
- Waltraute-szan no konkacu dzsidzsó (ヴァルトラウテさんの婚活事情; Hepburn: Waltraute-san no konkatsu jijō?) (2012) (megjelent a Dengeki Bunko Magazine-ben)

### Mangák
- Toaru kagaku no Railgun (2007–)
- Toaru madzsucu no Index (2007–)
- Heavy Object
- Toaru madzsucu no Index: Endyumion no kiszeki (2013)

### Videójátékok
- Toaru madzsucu no Index (2011) (PSP játék, történet)
- Toaru kagaku no Railgun (2011) (PSP játék, történet)
- Kakuszanszei Million Arthur (2011) (android telefonra, forgatókönyvíró)
- Toaru madzsucu no Index Struggle Battle (2012) (android telefonra, forgatókönyvíró)

### Rövid publikációk
- Sacudzsin-hi to Deep End (殺人妃とディープエンド; Hepburn: Satsujin-hi to dīpuendo?) (megjelent a Dengeki hp-ben)
- Sacudzsin-ki to Never End (殺人妃とディープエンド; Hepburn: Satsujin-ki to nebāendo?) (megjelent a Dengeki hp 37. kötetében)

### Egyéb közreműködések
- Nazo no szono szaki ni (謎のその先に; Hepburn: Nazo no sono saki ni?) (2005) (megjelent a Dengeki hp 2005-ös nyári különkiadásában)
- Bokuszacu tensi Dokuro-csan deszu (謎のその先に; Hepburn: Bokusatsu tenshi Dokuro-chan desu?) (2007) (light novel)
- Tómecu no goku (討滅の獄; Hepburn: Tōmetsu no goku?) (megjelent a Grimoire magazinban, a Sakugan no Shana 2. kötetének limitált kiadásához is csomagolták)
- Techno Village no zasiki varasi (謎のその先に; Hepburn: Techno Village no zashiki warashi?) (megjelent a Dengeki Bunko Magazine 22. kötetében)

### Kiadatlan
- Schrödinger no macsi (シュレディンガーの街; Hepburn: Schrödinger no machi?) (jelölték a 9. Dengeki Game Novel Awardon)